# Frissons (série télévisée)
Pour les articles homonymes, voir Frissons.
Frissons (Freaky Stories) est une série télévisée canadienne en 35 épisodes de 22 minutes contenant chacun quatre histoires de 5 minutes, créée par Steve Schnier et diffusée entre le 24 octobre 1997 et le 1er octobre 2000 sur YTV.
Au Québec, elle a été diffusée à partir du 3 septembre 1999 sur Canal Famille. Elle reste inédite dans les autres pays francophones.

## Synopsis
Frissons est une série de courts épisodes animés sur les « légendes urbaines » racontées par Larry, un cafard, (James Rankin) et son copain, Maurice, l'asticot (Dan Redican). La série est axée sur le genre de mythes et légendes qu'on raconte pour faire peur autour d'un feu de camp, ou avant de s'endormir. Chaque épisode commence et se termine toujours par la phrase : « Ceci est une histoire vraie, et c'est arrivé à un ami d'un de mes amis », et par les paroles de Larry : « Ce n'est pas parce que cela ne s'est jamais produit, que ce n'est pas vrai ».

## Distribution
- James Rankin (VQ : Benoît Marleau) : voix de Larry
- Dan Redican (en) (VQ : François Sasseville) : voix de Maurice

 Source et légende : version québécoise (VQ) sur Doublage.qc.ca

## Épisodes
Ainsi, quelques épisodes célèbres racontent l'histoire de :
- une famille qui va à Mexico et en ramène un animal familier, qu'elle croit être un chihuahua, mais qui est en réalité un rat d'égout…
- un homme équipé d'un télescope qui appelle la police pour qu'elle aille voir quelque chose d'horrible qu'il a aperçu de l'autre côté de la rue…
- un homme, après un séjour en camping, qui sent une bestiole gigoter dans son oreille ; il va donc voir un guérisseur un peu sorcier qui fait sortir la bestiole par l'autre oreille, mais lui annonce après coup que la bestiole était une femelle, et qu'elle a pondu des œufs à l'intérieur de sa tête…
- un prisonnier qui, à l'aide d'ustensiles qu'il a récupérés, creuse un tunnel hors de sa cellule ; il émerge dans la salle d'audience où son procès est en train de se dérouler…
- un jeune garçon qui jette son bébé alligator familier dans les toilettes, car ses parents ne veulent pas qu'il le conserve ; quand il est devenu grand et qu'il travaille dans les égouts, il y rencontre son alligator, devenu adulte lui aussi…